# Stegodon
Stegodon es un género extinto de mamíferos proboscídeos, el único de la subfamilia Stegodontinae. Estos animales vivieron en amplias zonas de Asia, la Wallacea y partes de África durante el final del Mioceno, el Plioceno y hasta el final del Pleistoceno. El nombre del género significa 'diente con techo' por los términos griego στέγειν stegein 'cubrir' y ὀδούς odous 'diente'. Stegodon ha sido asignado a la familia Elephantidae (Abel, 1919), pero también se la ha situado en su propia familia, Stegodontidae (R. L. Carroll, 1988). Los estegodontes estuvieron presentes desde hace 11.6 millones de años hasta hace 4100 años.
Convivieron, por ejemplo, con Homo floresiensis, una especie de humano enano de la isla de Flores.

## Morfología

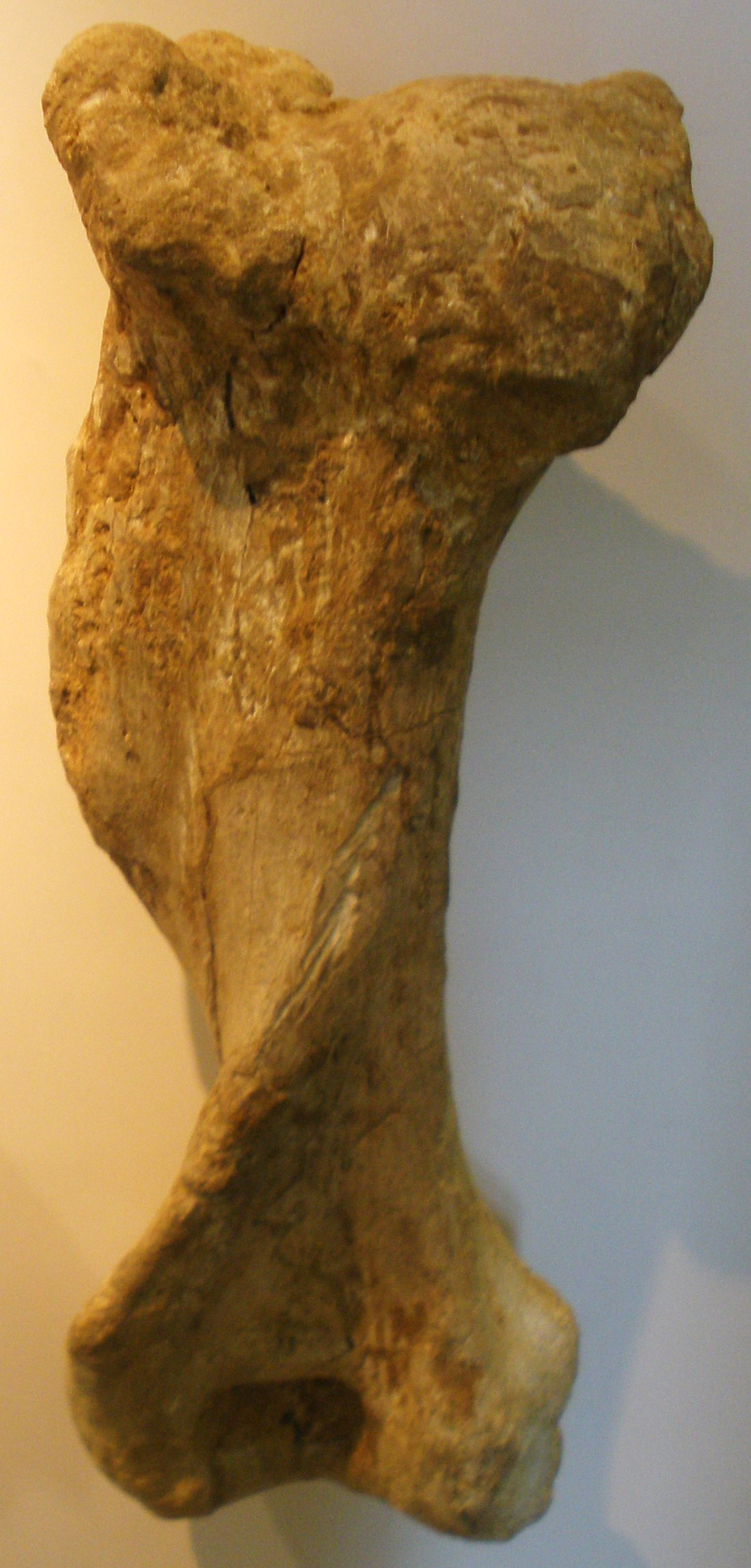
Húmero

Algunas de las especies de Stegodon estuvieron entre los mayores representantes de Proboscidea, con adultos de hasta 4 metros de altura hasta los hombros y 8 metros de longitud, sin incluir los colmillos rectos de hasta 3 metros de largo. En algunos individuos los colmillos estaban tan cercanos que la trompa probablemente no yacía en medio de estos sino que los cubría.
Stegodon tetrabelodon syrticus fue una especie del Mioceno tardío que poseía cuatro colmillos, siendo descrita de un cráneo parcial y mandíbulas en el Norte de África.

### Enanismo
Una población de estegodontes enanos sobrevivió hasta hace 12 000 años en la isla de Flores. Una revisión de 130 artículos escritos acerca de 180 sitios diferentes con restos de prosbocídeos en el sur de revelan que Stegodon era más común que los elefantes asiáticos; los artículos dan muchas fechas de radiocarbono recientes, siendo la más reciente de ellas 2150 a. C. (4100 antes del presente). Como los elefantes, los estegodontes deben de haber sido buenos nadadores. Sus fósiles son encontrados con frecuencia en islas asiáticas, las cuales incluso durante los períodos en los que el nivel del mar descendía (Sondalandia, en las fases frías del Pleistoceno) no estaban conectadas por puentes terrestres con el continente, entre estas Sulawesi, Flores, Timor y Sumba en Indonesia, Luzón y Mindanao en las Filipinas y en Taiwán y Japón. Una tendencia evolutiva general en los grandes mamíferos isleños es el enanismo insular. La menor de las especie enanas, Stegodon sondaari, encontrada en capas que datan de hace 900 000 años en la isla indonesia de Sonda, tenía una masa corporal estimada en 300 kilogramos, menor que un búfalo acuático. Un estegodonte de tamaño medio a grande, Stegodon florensis, con un peso de cerca de 850 kilogramos, apareció  hace cerca de 850 000 años, y evolucionó hacia una forma enana, Stegodon florensis insularis, y desapareció hace cerca de 12 000 años.
Esta última fue contemporánea del hominino descubierto en 2003, Homo floresiensis.

## Relaciones
En el pasado, se creía que los estegodontes eran los ancestros de los elefantes verdaderos y los mamuts, pero actualmente se cree que no dejaron descendientes modernos. Stegodon puede haberse originado de Stegolophodon, un género extinto del Mioceno de Asia. Se cree que Stegodon es el grupo hermano de los mamuts y de los elefantes. Algunos taxónomos consideran a los estegodontes como una subfamilia de Elephantidae. Tanto Stegolophodon como los elefantes primitivos se derivaron de la familia Gomphotheriidae. La diferencia más importante entre Stegodon y otros miembros de Elephantidae se observa en los molares. Los molares de los estegodontes consistían en una serie de bordes bajos en forma de tejado, mientras que en los elefantes cada uno de estos bordes se convirtió en parte una alta lámina única. Adicionalmente, los esqueletos de los estegodontes son más robustos y compactos que los de los elefantes. 
En el parque nacional Bardia en Nepal, existe una población de elefantes asiáticos la cual, posiblemente debido a la endogamia, exhiben muchos rasgos morfológicos similares a los de Stegodon. Algunos descartan que esas características primitivas sean atavismos en vez de mutaciones.

## Especies

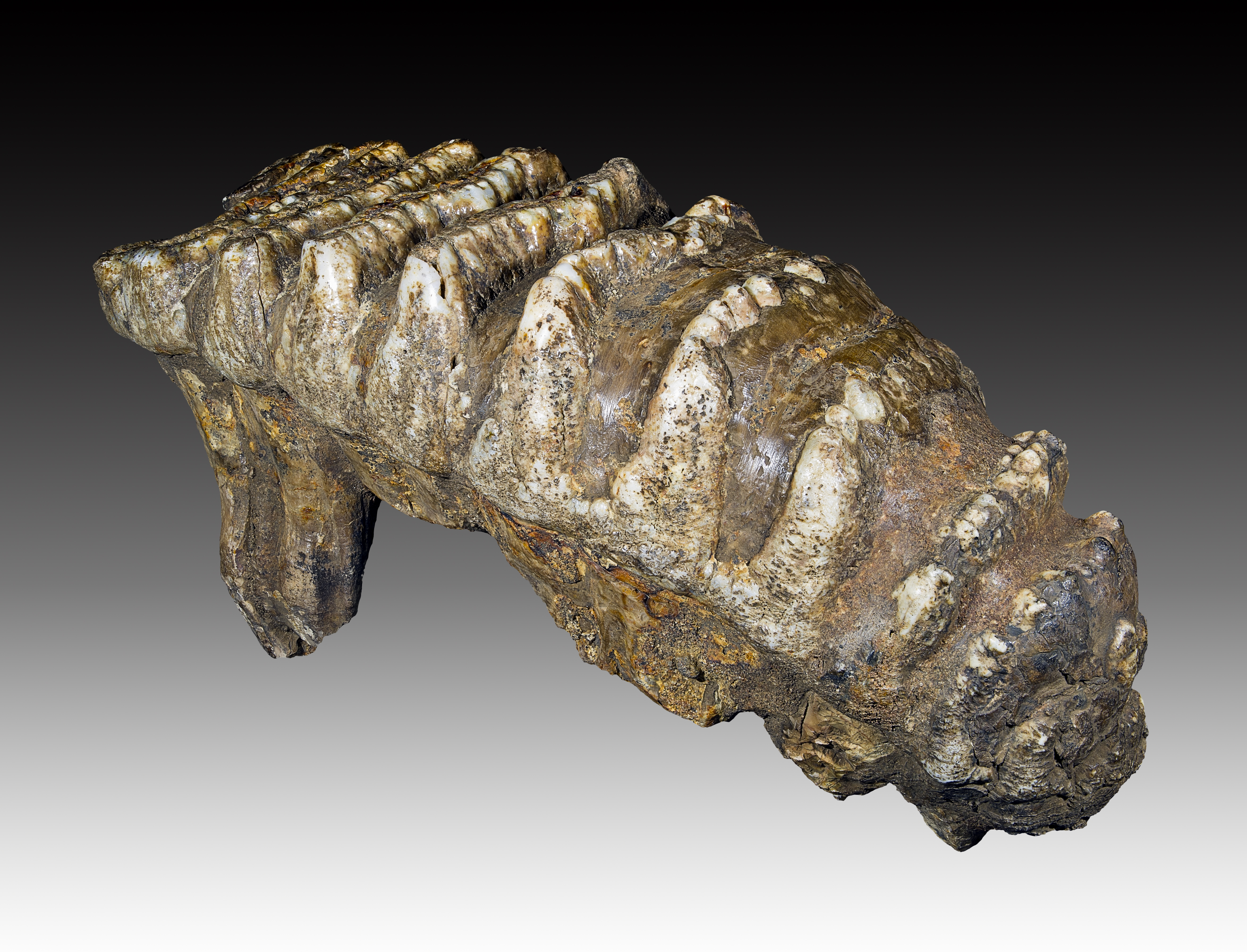
Stegodon trigonocephalus - Molar

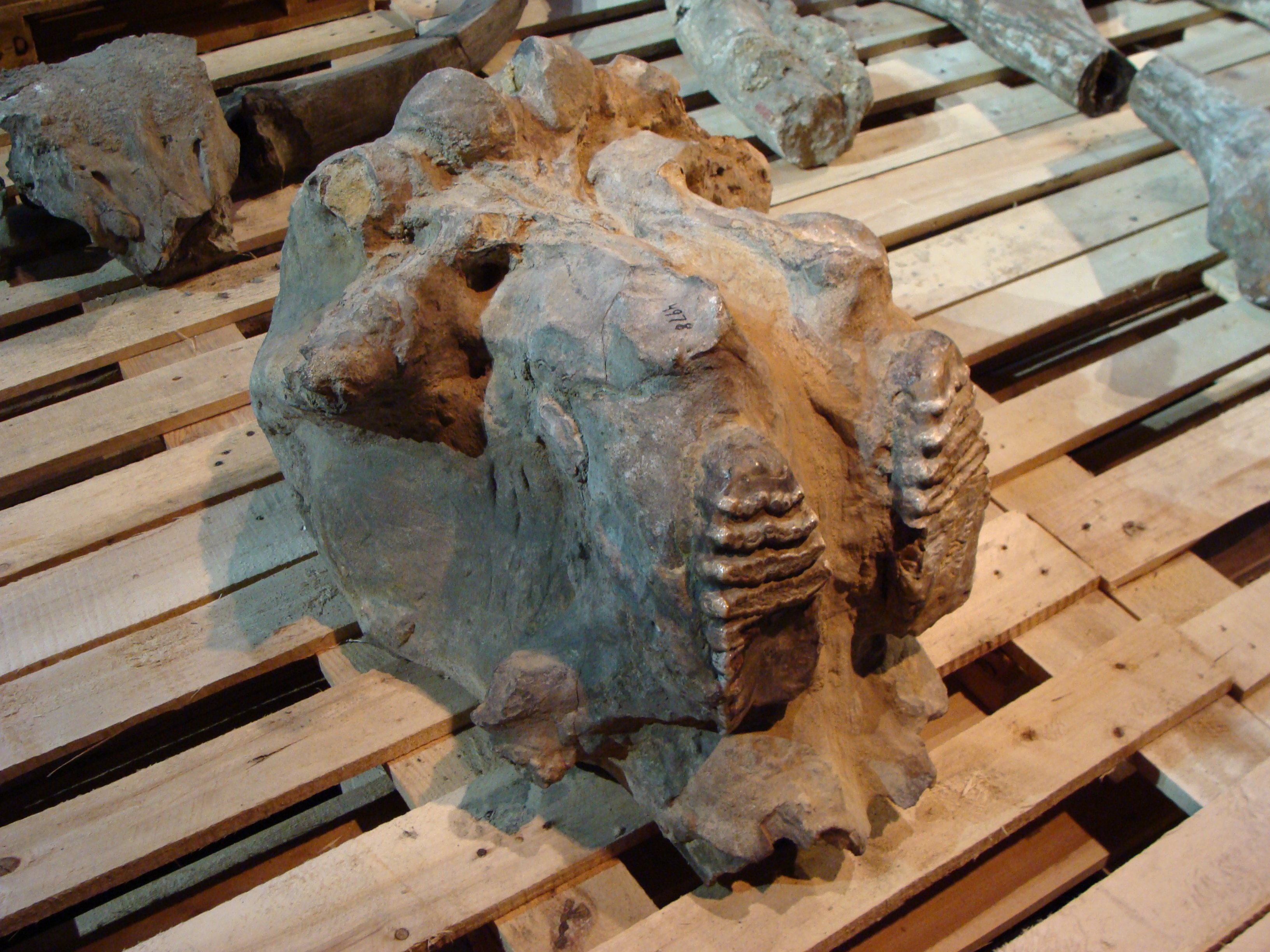
Cráneo con molares de Stegodon trigonocephalus.

Esta lista comprende las especies clasificas bajo el género Stegodon. La lista puede estar incompleta o estar desactualizada.
- Stegodon aurorae (Matsumoto, 1918): Fósiles del pequeño estegodonte especializado Stegodon aurorae han sido hallados en la planicie de Osaka, Japón y datan de aproximadamente 2 millones de años hasta hace 700 000 años. Esta especie posiblemente desciende de  Stegodon shinshuensis.[6]
- Stegodon elephantoides(Clift, 1828) (Birmania, Java)
- Stegodon florensis Hooijer, 1957 (Isla de Flores (Indonesia)): Especie de tamaño medio, evolucionó y dio origen a la subespecie Stegodon florensis insularis van den Bergh, 2007, una forma enana que coexistió con el Homo floresiensis.
- Stegodon ganesha (Faloner & Cautley, 1846) (India)
- Stegodon kaisensis Hopwood, 1939
- Stegodon luzonensis von Koenigswald, 1956 (Filipinas)
- Stegodon mindanensis (Naumann, 1890) (Filipinas)
- Stegodon orientalis Owen, 1870 (China, Japón)
- Stegodon shinshuensis (Japón)
- Stegodon sompoensis Hooijer, 1964 (Célebes, Indonesia)
- Stegodon sondaari van den Bergh, 1999 (Isla de Flores (Indonesia))
- Stegodon sumbaensis Sartono, 1979
- Stegodon syrticus Petrocchi, 1943
- Stegodon tetrabelodon syrticus (Shabi, Libia)
- Stegodon trigonocephalus (Java, Indonesia)

- Stegodon cf. trigonocephalus (Filipinas)

- Stegodon zdanski (China)